# 薩馬省
萨马省（英语：Samar）是菲律宾东米沙鄢的省份之一，首府为加描洛岸 (Catbalogan)，主要位于萨马岛西部，一些小岛位于萨马海，北部和东部分别于北萨马省和东萨马省接壤，西南面为圣华尼科海峡，与雷伊泰省相望，南面为莱特湾。主要经济产业为种植业和渔业。主要语言是瓦瑞瓦瑞语和英语。

## 行政區域
萨马省划分为24个自治市及2个城市。

### 城市
- 甲描育，又译＂卡尔巴由格＂（Calbayog）
- 加描洛岸 ，又译＂卡巴洛甘＂（Catbalogan）

### 自治市
- Almagro
- Basey
- 加米牙 （Calbiga）
- 达兰，咱侬话＂沓南＂（Daram）
- 干沓拉（Gandara）
- 奚那邦岸（Hinabangan）
- 夏蒙（Jiabong）
- 马拉布特（Marabut）
- 马杜义佬（Matuguinao）
- Motiong
- Pagsanghan
- 巴拉那斯（Paranas）
- Pinabacdao
- San Jorge
- 仙扶西黎武安（San Jose de Buan）
- 圣玛格丽塔，咱侬话＂仙沓马加里沓＂（Santa Margarita）
- 圣丽塔，咱侬话＂仙沓里沓＂（Santa Rita）
- 圣婴，咱侬话＂仙道尼纽＂（Santo Niño）
- 沓加布兰（Tagapul-an）
- 沓拉洛拉（Talalora）
- 沓朗兰（Tarangnan）
- 比利亚雷亚尔，咱侬话＂维惹里亚＂（Villareal）
- 苏马拉加（Zumarraga）